# Кіт лісовий кавказький
Кавказький лісовий кіт або Кавказька лісова кішка (Felis silvestris caucasica) — найбільший з усіх представників виду Felis silvestris, підвид лісової кішки, що живе в горах Кавказу і в Туреччині.

## Місця існування
Кавказькі лісовий кіт мешкає переважно на Кавказі до висот 2500—3000 м. Його можна зустріти в лісах Чечні, Дагестану, Адигеї, Північної Осетії, Кабардино-Балкарії, а також в Ставропольському і Краснодарському краї, в Туреччині. Селяться на глухих ділянках лісу (переважно в широколистих лісах) і ведуть поодинокий спосіб життя.
Кращі для життя біотопи — незаймані широколисті ліси, проте кавказький лісовий кіт зустрічається і в хвойних лісах Краснодарського краю і прилеглих до нього районах.
Глобальний ареал проживання — весь Кавказ і Мала Азія. Загальна площа тимчасових і постійних місць, де їх можна зустріти, налічує близько 1360 тисяч гектарів. Природа цих місць різноманітна: криволісся, букові гаї, піхтарники, кам'янисті схили, розріджений деревостій.
Дикі кішки Краснодарського краю і Кримського району складають найбільшу популяцію цих котячих. Особливо велика щільність відзначається на передгір'ях.
В основному харчуються гризунами, рідше — дрібними птахами. При нестачі основних об'єктів харчування, можуть нападати і на більших тварин — фазанів, зайців і навіть молодих копитних. Іноді селяться поблизу житла людини і можуть полювати на свійську птицю.
Коти непогано плавають, але без потреби в воду не заходять.

## Короткий опис
Кавказький підвид — один з найбільших. Дорослі самці важать 6—11 кг, самки дещо легші — 4—10 кг. Довжина тіла 63—75 см, воно міцне, кремезне. Потужні лапи забезпечені гострими довгими кігтями, що дозволяють тварині з легкістю підійматися на дерева.
Між подушками лап зростає жорстка чорна шерсть. Хвіст великий і товстий, ніби обрубаний на кінці, у самця може досягати 60 % загальної довжини тіла. Голова широка, округла, вуха акуратні, прямостійні.
Очі великі, виразні й дуже серйозні. Колір переважно жовто-оливовий.
Забарвлення переважно сіре, іноді охристе. За лобі й уздовж хребта проступає чорна смуга. Боки також можуть бути з темними лініями, на більш світлому животі є невеликі темні плями. Багатий пухнастий хвіст прикрашають від 3 до 8 чорних кілець. У зимовий період шерсть стає густою, пишною і довшою.
Найбільший лісовий кіт може видавати звичайні для кішки звуки нявкання з хрипотою, але тональність їх набагато нижче, з більш вираженим емоційним забарвленням.
Дикі лісові кішки є відмінними мисливцями й нещадними хижаками, вони хитрі й обачні. Саме це дозволяє їм виживати в природному середовищі.

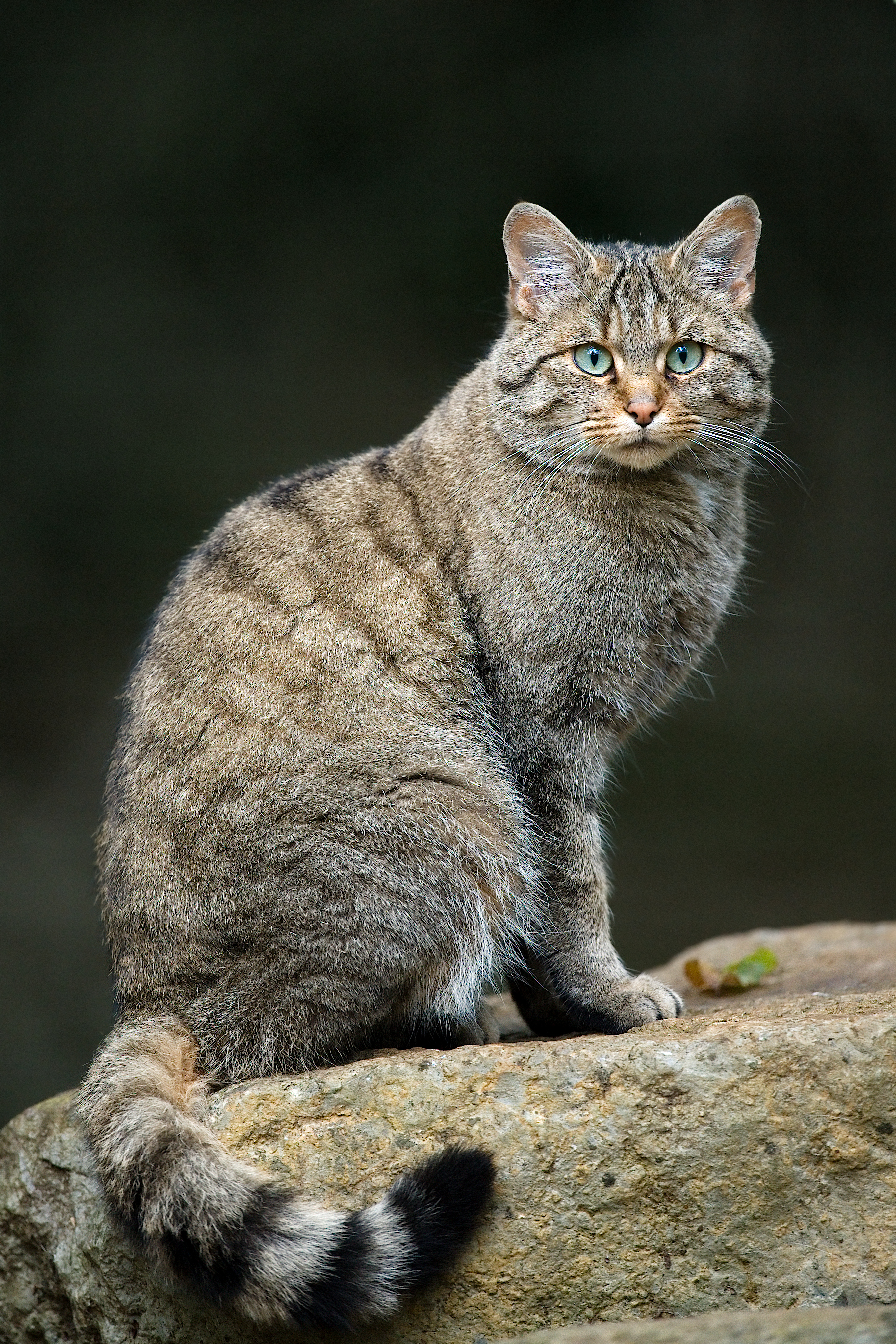
Felis silvestris silvestris

## Харчування і спосіб життя
Кавказька лісова кішка веде потайний відокремлений спосіб життя, перетинаючись з собі подібними лише в період спарювання. Дикі коти, як і більшість їх найближчих родичів, тварини територіальні. На одну особину припадає територія в 2—3 км², яку вони охороняють і періодично мітять. Міграції відбуваються лише в разі мізерної кормової бази і втручання людини.
Лісові кішки вважають за краще селитися в скелястих ущелинах, дуплах і чужих кинутих норах. Людини та його житла цураються. Однак, відомі випадки, коли дикий кіт оселявся в межах сільських господарств, винищував в окрузі дрібних гризунів й цупив домашніх птахів.
В умовах гірських широколистих лісів ці кішки полюють на ящірок, гризунів, птахів невеликого розміру, в рідкісних випадках можуть нападати на ондатру, нутрію, молодняк копитних. У раціоні також присутні деякі трави і коріння, риба, комахи, свіже стерво.
Найбільшу активність лісовий кіт проявляє в темний час доби, але в літній період може полювати і вдень. Цей хижак віддає перевагу сидіти в засідці і нападати на жертву зненацька, а іноді і відкрито поринає в погоню, наприклад, полюючи на зайця.
Природа обдарувала його сіро-коричневим забарвленням, яке зливається з кольором опалого листя та дерев і робить його практично непомітним. Дика кавказька кішка добре лазить по деревах і непогано плаває, але лізе в воду тільки в разі крайньої потреби.

## Розмноження
Період розмноження у кавказьких кішок спадає на кінець лютого. Вагітність триває 68—70 діб, після чого на світ народжуються частіше всього 3 малюки. Вони харчуються молоком матері до 4 місяців, ази полювання починають осягати вже в 2 місяці. Статевої зрілості дикі лісові кішки досягнутий лише через 3 роки.

## Чисельність і охорона
У наш час за даними зоологів максимально можливу кількість особин на 1000 га (10 км²) становить 200—300 екземплярів, але в середньому ця цифра значно скромніше — всього 10—20.
Кавказький лісовий кіт занесений в Червону книгу Росії як вид, який має малу чисельність і зустрічається на обмеженій території (3 категорія рідкості). Спеціальних заходів щодо збереження чисельності нині не розроблено, але лісових котів охороняють у кількох заповідниках Кавказу, зокрема в Тебердинському заповіднику та Сочинському національному парку.
Зменшення поголів'я диких котів пов'язано в першу чергу зі скороченням природних біотопів проживання внаслідок вирубки широколистих кавказьких лісів.
Другим важливим фактором є можливість спаровування кавказького лісового кота з домашніми кішками, з якими у нього багато спільного. В результаті подібних схрещувань втрачається генетична чистота виду.
У наш час полювання на кавказьких диких кішок не ведеться цілеспрямовано і мало впливає на чисельність цих тварин.
Дикі кішки Краснодарського краю займають всі його екосистеми. На Кавказі і в інших районах проживання їх популяції нечисленні, але стабільні. Екологами ведеться точний облік чисельності особин, подібну інформацію добути вкрай складно, оскільки цей вид віддає перевагу найглухішім, важко прохідним лісовим угіддям.